# Der Orlow (1932)
Der Orlow (Alternativtitel: Der Diamant des Zaren) ist eine deutsche Liebeskomödie aus dem Jahre 1932 von Max Neufeld mit Liane Haid und Iván Petrovich in den Hauptrollen. Dem Film liegt die gleichnamige Operette von Bruno Granichstaedten (Musik) und Ernst Marischka (Libretti) zugrunde.

## Handlung
Großfürst Alexander Alexandrowitsch ist nach 1917 vor den Bolschewiki aus Russland nach Deutschland geflohen. Hier hat er inkognito eine Stelle als Monteur „Doroschinsky“ in der Autobaufirma Rosch & Roller gefunden. Den jungen Roller kennt der Emigrant noch von früher her. Roller musste dem Fürsten versprechen, sein Inkognito zu wahren. Die ebenfalls russischstämmige Revuesängerin Nadja Nadjakowska hat ein Auge auf ihren schmucken Landsmann geworfen, und auch er scheint nicht gerade desinteressiert. Dabei gibt es jedoch ein großes Problem. Der ältliche Geschäftspartner Rollers, Direktor Rosch, macht gegenüber Nadja ältere Rechte gelten, denn er umwirbt die schöne junge Frau schon seit geraumer Zeit. Selbst eines seiner teuren Fahrzeuge hat Rosch ihr bereits geschenkt, doch sie hat nur Augen für den „kleinen Monteur“, den sie sogar darum bittet, sie bei einer Probefahrt mit dem Rosch & Roller-Produkt zu chauffieren. Eines Abends kommen sich die beiden Exilrussen in einem Weinlokal für russische Flüchtlinge einander näher. „Doroschinsky“ leidet sehr unter dem Umstand, dass er, anders als sein Konkurrent Rosch, der prunkgewohnten Frau kein Leben in Luxus bieten kann. Das Einzige von Wert, was dem exilierten Großfürsten geblieben ist, ist der „Orlow“, ein gewaltiger Diamant aus dem Zepter des gestürzten Zaren, der gut und gern 190 Karat aufweist. Um Nadja halten und ihr ein Leben in Saus und Braus bieten zu können, will Doroschinsky den wertvollen Klunker veräußern und bittet daher seinen Freund Roller, den Verkauf in die Wege zu leiten.
Das plötzliche Auftauchen des „Orlows“ sorgt für allerlei Schlagzeilen, und Rosch fragt sich, wie ein armer Monteur wie Doroschinsky an so einen kostbaren Edelstein gekommen sein könnte. Um seinen Konkurrenten bloßzustellen, lädt Direktor Rosch nicht nur Nadja, sondern auch Doroschinsky zu einer vornehmen Gesellschaft ein, in der Hoffnung, dass sich sein Monteur unter all den Vertretern der Oberschicht blamieren werde. Doch dieser Doroschinsky verfügt über tadellose Manieren und trägt an seiner Brust sogar das Großkreuz des Andreasordens, einer weiteren Hinterlassenschaft aus der Zarenzeit. Doch auch finstere Gestalten mit noch finsteren Absichten zieht der „Orlow“ in seinen Bann. Es taucht ein Mann auf, der behauptet, er sei der wahre Großfürst und Doroschinsky mithin ein Betrüger. Der Ganove gibt vor, der tatsächliche Besitzer des Zarendiamanten zu sein, der ihm einst gestohlen worden sei. Doroschinsky, der seiner Nadja gerade seine Liebe gesteht, türmt, als er verhaftet werden soll, mit einem beherzten Sprung aus dem Fenster. Nadja ist am Boden zerstört, denn nun scheint auch ihr gewiss, dass ihre große Liebe ein Hochstapler und Dieb sein muss. Der Klunker befindet sich in den Händen Rollers, und der übergibt den Stein, im Glauben dass der neue Großfürst, dessen Frau und die sie umgebenden Kriminalbeamten „echt“ seien, an eben diese gerissene Gaunerbande. Eine Hand voll Exilrussen aber erkennt, dass da etwas faul sein muss, da sie in Doroschinsky längst den wahren Fürsten Alexander Alexandrowitsch ausgemacht haben. Man stellt die Bande, ehe diese sich aus dem Staub machen kann, und lässt sie verhaften. Der echte Fürst kehrt ins Boudoir seiner Nadja zurück, legt ihr den „Orlow“ um den Hals, und die beiden Liebenden umarmen sich.

## Produktionsnotizen
Der Orlow entstand ab dem 12. September 1932 und wurde am 1. November 1932 in drei Wiener Kinos uraufgeführt. Die Berliner Premiere erfolgte vier Wochen darauf in zwei Kinos (Atrium und Primus-Palast).
Otto Hunte entwarf die von Karl Weber umgesetzten Filmbauten. Paul Dessau übernahm die musikalische Leitung. Walter Rühland zeichnete für den Ton verantwortlich, Fritz Klotzsch war Aufnahmeleiter.
Ivan Petrovich hatte bereits 1927 die männliche Hauptrolle in dem gleichnamigen Stummfilm gespielt.

## Musik
Folgende Musiktitel wurden gespielt:
- Die Balalaika hat mich singend oft gewarnt
- Bim, Bam, Bum, do läuten die Glocken von Nowgorod
- Für Dich mein Schatz, für Dich hab’ ich mich schön gemacht
- Kindchen gibt acht auf die heutige Nacht
- Da nehm’ ich meine kleine Zigarette

Diese Lieder erschienen im Musikverlag Waldheim-Eberle A.G., Wien.

## Kritiken
In Wiens Wiener Zeitung heißt es: „Glücklicherweise hat man sich nicht damit begnügt, die Bühnenhandlung zu kopieren, sondern durch Einfügung neuer Szenen optische Wirkungen erzielt, die dem Theater unerreichbar sind. (…) Das nationalrussische Element  ist gerade in der Tonfilmfassung durch liebevoll ausgearbeitete Episoden und charakteristische Typen glücklich betont. Das Libretto der Operette ist überdies durch eine spannende Kriminalgeschichte bereichert. Die Musik, die zu dem schönsten gehört, was Granichstaedten geschrieben hat, kommt zwar nicht zu so unmittelbarer Wirkung wie während der Wiedergabe auf der Bühne, nimmt aber auch in der diskretern Anordnung des Filmwerkes wieder gefangen.“
Die Österreichische Film-Zeitung schrieb: „Ein sehr hübscher Film, der in vielen wirksamen Szenen dem Filmischen durchaus gerecht wird, st aus der Operette „Der Orlow“ … geworden (…) Die Hauptdarsteller Liane Haid und Ivan Petrovich sind nach Erscheinung und darstellerischem Können für ihre Rollen ausgezeichnet gewählt.“
Im Lexikon des Internationalen Films heißt es: „Leichter, antiquierter Liebes- und Kriminalfilm mit netten Gags.“